# Graphe simple
Cet article concerne la notion de graphe simple. Pour une introduction à la théorie des graphes, voir Graphe (mathématiques discrètes) et Théorie des graphes.
 (mars 2024).
Si vous disposez d'ouvrages ou d'articles de référence ou si vous connaissez des sites web de qualité traitant du thème abordé ici, merci de compléter l'article en donnant les références utiles à sa vérifiabilité et en les liant à la section « Notes et références ».
Un graphe simple est un graphe où il n'existe qu'une seule arête par paire de sommets distincts et aucun arête entre un sommet et lui même, par opposition aux multigraphes,. Il peut être orienté ou non-orienté.

## Graphe simple non orienté

Un graphe simple non-orienté

Un graphe simple non orienté est un couple {\displaystyle G=(V,E)} où :
- {\displaystyle V} est un ensemble non vide (les sommets du graphe), et
- {\displaystyle E\subseteq \{\{x,y\}\mid x,y\in V\}} est un ensemble de parties de {\displaystyle V} à deux éléments (les arêtes du graphes).

## Graphe simple orienté

Un graphe simple orienté

Un graphe simple orienté est un couple {\displaystyle G=(V,A)} où :
- {\displaystyle V} est un ensemble non vide (les sommets du graphe), et
- {\displaystyle A\subseteq \{(x,y)\mid x,y\in V\}}  est une partie du produit cartésien {\displaystyle V\times V} (les arcs du graphe).

## Exemples

### Exemple de graphe simple non orienté
Le schéma ci-contre représente un graphe non-orienté, composé de :
- 4 sommets {\displaystyle V=\{a,b,c,d\}}
- 3 arêtes {\displaystyle E=\{\{a,b\},\{b,c\},\{b,d\}\}}

Les sommets {\displaystyle a,b,c,d} ont respectivement les degrés 1, 3, 1, 1.
- Le degré de b: {\displaystyle d(b)=3}

### Exemple de graphe simple orienté
Le schéma ci-contre représente un graphe orienté, composé de :
- 4 sommets {\displaystyle V=\{a,b,c,d\}}
- 3 arcs {\displaystyle A=\{(a,b),(b,c),(b,d)\}}

- Les degrés entrant dans {\displaystyle a,b,c,d} sont respectivement 0,1,1,1
- Les degrés sortant de {\displaystyle a,b,c,d} sont respectivement 1,2,0,0

Ce graphe est un graphe orienté acyclique. 